# Joseph Alcamo
Joseph „Joe“ Alcamo (* 1951) ist ein US-amerikanischer Umweltwissenschaftler. Von 1996 bis März 2017 war er Professor an der Universität Kassel und von 2009 bis 2013 Chefwissenschaftler des Umweltprogramms der Vereinten Nationen (UNEP).

## Leben
Alcamo erlangte einen Bachelor in Bauingenieurwesen und einen Master in Umweltingenieurwissenschaften am Manhattan College in New York. Die Promotion erlangte er an der University of California, Davis. Von 1973 bis 1980 arbeitete Alcamo als Umweltingenieur in mehreren amerikanischen Unternehmen. 1981 dann am Lawrence Berkeley National Laboratory in Kalifornien und von 1982 bis 1991 am Internationalen Institut für angewandte Systemanalyse in Laxenburg bei Wien. Von 1992 bis 1996 arbeitete er am niederländischen Rijksinstituut voor Volksgezondheid en Milieu. Von 1996 bis März 2017 war Alcamo Professor und Direktor am Center for Environmental Systems Research (Zentrum für Umweltsystemforschung) der Universität Kassel. Im Jahr 1998 wurde ihm der Max-Planck-Forschungspreis verliehen. Für seine Tätigkeit als Chefwissenschaftler des Umweltprogramms der Vereinten Nationen war er von der Universität Kassel beurlaubt.

## Werk
Alcamo hat zahlreiche Veröffentlichungen zu Umweltthemen. Schwerpunkte seiner Forschungsarbeit sind Umweltmodellierung, Szenarioanalysen zu Umweltthemen, Auswirkung des Globalen Wandels und Klimafolgenabschätzung, die Umwelt Osteuropas sowie internationales Wissenschaftsmanagement und die Verbindung von Wissenschaft und Politikmechanismen.